# Mrocza (gmina)
Mrocza est une gmina mixte du powiat de Nakło, Couïavie-Poméranie, dans le centre-nord de la Pologne. Son siège est la ville de Mrocza, qui se situe environ 12 km au nord de Nakło nad Notecią et 31 km au nord-ouest de Bydgoszcz.
La gmina couvre une superficie de 150,71 km2 pour une population de 9 141 habitants.

## Géographie
La gmina est bordée par les gminy de Łomża, Mały Płock, Miastkowo et Zbójna.